# Podocarpus longifolius
Podocarpus longifolius là một loài thực vật hạt trần trong họ Podocarpaceae. Loài này được Hort. ex Carrière mô tả khoa học đầu tiên..